# Takao Yamauchi
Takao Yamauchi (山内 貴雄 Yamauchi Takao?, nacido el 4 de septiembre de 1978 en Hyogo) es un exfutbolista japonés. Jugaba de defensa y su único club fue el Cerezo Osaka de Japón.

## Trayectoria

### Clubes
| Club         | País  | Año         |
| ------------ | ----- | ----------- |
| Cerezo Osaka | Japón | 2001 - 2002 |